# 日本オープンイノベーション大賞
日本オープンイノベーション大賞（にほんオープンイノベーションたいしょう,Japan Open Innovation Prize；JOIP）は、日本のオープンイノベーションをさらに推進するために、今後のロールモデルとして期待される先導性や独創性の高い取組を表彰するものである。
2017年度まで開催されていた「産学官連携功労者表彰」の継続表彰として、2018年度より開始されている。内閣府が取りまとめを行い、内閣総理大臣賞をはじめ、各大臣賞、長官賞、主催者団体会長賞を表彰する、オープンイノベーション分野では規模と栄誉が極めて大きい表彰である。

## 概要
（この節の主な出典：）
ロールモデルとなる先導的又は独創的な取組の表彰と発信により、オープンイノベーションをさらに普及させ、我が国の科学技術イノベーション創出を加速することを目指している。また、既に成果が出た取組のみならず、成果を上げつつある進行中の取組についても対象としている。
本表彰での「オープンイノベーション」の定義は、「企業、大学、研究機関、行政機関など様々な主体が、自前主義でなく、外部との連携により、研究開発能力、技術的知見、人的資源、資金等を組み合わせ、効率的・効果的にイノベーションを創出する取組」としている。
主催は、内閣府、総務省、文部科学省、厚生労働省、農林水産省、経済産業省、国土交通省、環境省、スポーツ庁、一般社団法人日本経済団体連合会、日本学術会議である（スポーツ庁は第2回（2019年度）より参加）。取りまとめ機関は、内閣府の政策統括官（科学技術・イノベーション担当）である。
表彰事務局は、2021年度現在、株式会社矢野経済研究所が担当している（受託事業名：内閣府「令和3年度オープンイノベーションの推進に関する調査」事業）。

## 表彰対象
オープンイノベーションの取組で、模範となるようなもの、社会インパクトの大きいもの、持続可能性のあるものを表彰する。なお、既に成果が出た取組のみならず、成果を上げつつある進行中の取組についても対象としている。
- 連携の工夫や仕組みづくり等において優良な事例、または着想
  - 科学技術イノベーション創出に係る活動において、外部と連携する際の工夫や仕組みづくり等において先導性又は独創性が認められるもの
- 将来の社会や産業の在り方に革新をもたらすこと等が期待される事例、または着想
  - 持続可能な開発目標（SDGs）をはじめ、現在から将来に渡り存在する若しくは出現することが予想されるニーズや課題の解決等を通じて、社会や産業の在り方に革新を起こすことが期待される先導的又は独創的なもの
- その他、科学技術イノベーション創出に係る活動の推進に資する事例、または着想など
  - その他、科学技術イノベーション創出に係る活動の推進に多大な貢献若しくは他の模範となることが期待されるもの

## 応募方法と資格
- 公募方式（自薦他薦、国籍を問わない）。
- 当該の取組・プロジェクトで中心的な役割を担う者であること。
- 禁固刑以上の刑歴を有する者は受賞対象から除外される。
- 反社会的勢力又はそれに関わる者との関与がないこと。

## 表彰の種類
- 内閣総理大臣賞
  - 極めて顕著な取組等が認められた個人または団体
- 科学技術政策担当大臣賞
  - 民間事業者、大学、研究機関等と連携し、社会変革を先導するための課題に関する先端的研究を行い、将来の事業化まで取り組む若手研究者等であって、特に顕著な取組等が認められる個人または団体
- 総務大臣賞
  - 情報通信技術及び消防防災技術の振興等の視点から、特に顕著な取組等が認められる個人または団体
- 文部科学大臣賞
  - 科学技術・学術の振興の視点から、特に顕著な取組等が認められる個人または団体
- 厚生労働大臣賞
  - 医薬品・医療機器等関連産業の振興の視点から、特に顕著な取組等が認められる個人または団体
- 農林水産大臣賞
  - 農林水産業及び関連産業の振興の視点から、特に顕著な取組等が認められる個人または団体
- 経済産業大臣賞
  - 鉱工業の科学技術の振興の観点から、特に顕著な取組等が認められる個人または団体
- 国土交通大臣賞
  - 国土交通分野における科学技術の振興の視点から、特に顕著な取組等が認められる個人または団体
- 環境大臣賞
  - 地球環境保全、公害の防止、自然環境の保護及び整備その他の環境の保全の視点から、特に顕著な取組等が認められる個人または団体
- スポーツ庁長官賞
  - スポーツ分野における科学技術・学術の振興の視点から、特に顕著な取組等が認められる個人または団体
- 日本経済団体連合会会長賞
  - 産業界の視点から、特に顕著な取組等が認められる個人または団体
- 日本学術会議会長賞
  - 学術の視点から、特に顕著な取組等が認められる個人または団体
- 日本オープンイノベーション大賞選考委員会特別賞
  - 選考委員会の審査において、顕著な取組等が認められた個人または団体に対して、上記の賞以外に「選考委員会特別賞」を授与することがある

## 選考委員会委員
＜この節の出典：＞

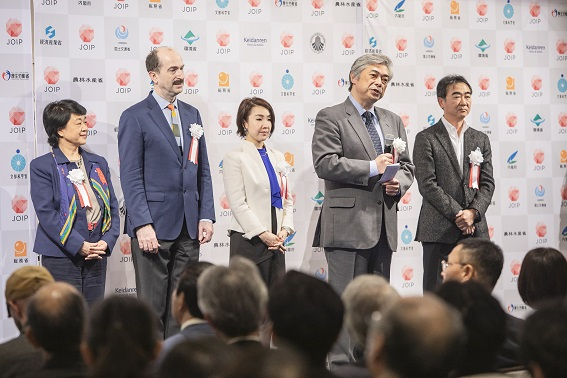
第1回日本オープンイノベーション大賞授賞式での選考委員（左より向井千秋選考委委員、トム・ケリー選考委員、谷本有香選考委員、各務茂夫選考委員主査、池井戸潤選考員〔入山章栄選考委員は欠席〕）

- 入山章栄（早稲田大学ビジネススクール（大学院経営管理研究科）） 教授）　（第1回～）
- 各務茂夫（東京大学大学院工学系研究科 技術経営戦略学専攻 教授、同大学産学協創推進本部 副本部長（兼務））　（第1回～）　＊各務委員は選考委員主査
- 谷本有香（Forbes JAPAN Web編集部 編集長）　（第1回～）
- 野々村健一（IDEO Tokyo マネジング・ディレクター兼共同代表）　（第3回～）
- 向井千秋（東京理科大学 特任副学長）　（第1回～）

〈過去の選考委員〉 ＊肩書は直近の選考委員当時のもの（上記の現役委員についても同じ）
- 池井戸潤 （作家） - 第1回
- Tom Kelley（IDEO 共同経営者） - 第1回・第2回

## 選考の方法
- 公募後、「専門委員会」において表彰機関ごとに審査を実施し、各賞の受賞者を決定する。その後、「選考委員会」において内閣総理大臣賞および各賞の受賞者を決定する。

## 審査項目と審査内容
- 連携の目的：社会的ニーズ等への貢献
  - 社会的ニーズや課題の解決等への貢献、将来の社会や産業の在り方に革新を起こす可能性（新型コロナウイルス感染症対策やポストコロナの社会変革など）
- 連携の内容：先導性・独創性
  - イノベーションを創出するための連携の体制づくり、拠点の構築、プロジェクトの進捗や知財のマネジメント、参画機関・参画者のコミュニケーション等における先導性や独創性
- 連携の効果：客観的な効果と持続可能性
  - 連携の取組の効果が上がっているか、効果が上がる見込みがあるか、連携の実施において公的資金に過度に依存していないか、持続的かつ自立的な連携か　等[2]

## 歴代受賞者
受賞者の所属・役職および受賞団体の名称は、受賞当時のもの。（この節の主な出典：【内閣府】過去の受賞者）

### 第1回表彰（2018年度・平成30年度）
【2019年2月受賞者発表、3月5日表彰式】
| 賞名                                            | 受賞案件名 | 受賞者名 |
| ----------------------------------------------- | --- | --- |
| 内閣総理大臣賞 （担当大臣：安倍晋三）           | 超多項目健康ビッグデータで「寿命革命」を実現する健康未来イノベーションプロジェクト                                             | 中路重之 弘前大学 特任教授 村下公一 弘前大学 教授 井原一成 弘前大学 教授 工藤寿彦 マルマンコンピュータサービス株式会社 常務取締役 安川拓次 花王株式会社 エグゼクティブフェロー |
| 科学技術政策担当大臣賞 （担当大臣：平井卓也）   | 大企業発のスタートアップ「ミツバチプロダクツ株式会社」の挑戦                                                                   | 浦はつみ ミツバチプロダクツ株式会社代表取締役社長 河野明 パナソニック株式会社執行役員、アプライアンス社 副社長 春田真 株式会社BeeEdge 代表取締役社長 ダグラス・ウェバー KAMAKIRI WORKSHOP株式会社 代表取締役社長 小山栄一 株式会社STUFF 代表取締役社長 |
| 総務大臣賞 （担当大臣：石田真敏）               | リアルタイム津波浸水被害予測システムの開発と運用                                                                               | 越村俊一 東北大学災害科学国際研究所教授、株式会社RTi-cast 最高技術責任者 太田雄策 東北大学大学院理学研究科准教授、株式会社RTi-cast 技術顧問 村嶋陽一 国際航業株式会社防災情報チームリーダー、株式会社RTi-cas 代表取締役 撫佐昭裕 日本電気株式会社主席システム主幹、株式会社RTi-cast 最高執行責任者 加地正明 株式会社エイツー取締役、株式会社RTi-cast 最高財務責任者        |
| 文部科学大臣賞 （担当大臣：柴山昌彦）           | 基礎研究段階からの産学共創～組織対組織の連携～                                                                                 | 西尾章治郎 大阪大学 総長 小坂達朗 中外製薬株式会社代表取締役社長・最高経営責任者（CEO） 周藤俊樹 大塚製薬株式会社 取締役 研究部門担当 十河政則 ダイキン工業株式会社 代表取締役社長 兼 CEO |
| 厚生労働大臣賞 （担当大臣：根本匠）             | 医療のIoT化を実現するスマート治療室SCOTの開発                                                                                  | 村垣善浩 東京女子医科大学先端生命医科学研究所 先端工学外科 副所長・教授 岡本淳 東京女子医科大学先端生命医科学研究所 先端工学外科 特任講師 正宗賢 東京女子医科大学先端生命医科学研究所 先端工学外科 教授 奥田英樹 株式会社デンソー社会ソリューション事業推進部 メディカル事業室 室長 中西彰 株式会社日立製作所 ヘルスケアビジネスユニット 外科治療ソリューション本部 本部長 |
| 農林水産大臣賞 （担当大臣：吉川貴盛）           | 宮崎県における産学官連携による公設試験場発ベンチャー企業「一般社団法人食の安全分析センター」の設立と残留農薬分析技術の社会実装 | 水光正仁 宮崎大学理事・副学長、一般社団法人食の安全分析センター 代表理事・会長 中田哲朗 宮崎県 農政水産部長、一般社団法人食の安全分析センター 理事・副会長 山下洋司 株式会社島津製作所 つくば支店 支店長、一般社団法人食の安全分析センター 理事 緒方哲 公益財団法人宮崎県産業振興機構 理事長、一般社団法人食の安全分析センター 理事 甲斐典男 宮崎県総合農業試験場 場長     |
| 経済産業大臣賞 （担当大臣：世耕弘成）           | 「JR東日本スタートアッププログラム」を通じたイノベーションの社会実装チャレンジ                                                 | 深澤祐二 東日本旅客鉄道株式会社 代表取締役社長 柴田裕 JR東日本スタートアップ株式会社 代表取締役社長 康井義貴 株式会社Origami代表取締役社長 山﨑敦義 株式会社TBM 代表取締役CEO 蒲原寧 サインポスト株式会社 代表取締役社長 |
| 国土交通大臣賞 （担当大臣：石井啓一）           | 東北インフラ・マネジメント・プラットフォームの構築と展開                                                                       | 久田真 東北大学教授（工学研究科インフラ・マネジメント研究センター センター長） 金井浩 東北大学 教授 長坂徹也 東北大学 教授（工学研究科長） 皆川浩 東北大学 准教授 鎌田貢 東北大学 特任准教授（工学研究科インフラ・マネジメント研究センター 副センター長） |
| 環境大臣賞 （担当大臣：原田義昭）               | 定期旅客便を利用した温室効果ガスのグローバル観測（CONTRAILプロジェクト）                                                       | 町田敏暢 国立研究開発法人国立環境研究所 地球環境研究センター 室長 澤庸介 気象庁 気象研究所 海洋・地球化学研究部 室長 堀尾裕子 日本航空株式会社 コミュニケーション本部 コーポレートブランド推進部 部長 伊田幸男 株式会社ジャムコ 航空機整備事業部 事業部長 田中順二 公益財団法人JAL財団 常務理事                                                                            |
| 日本経済団体連合会会長賞 （担当会長：中西宏明） | 大企業若手有志プラットフォーム「ONE JAPAN」                                                                                    | 濱松誠 ONE JAPAN 共同代表 山本将裕 東日本電信電話株式会社 ビジネス開発本部 大川陽介 株式会社ローンディール 最高顧客責任者 神原一光 日本放送協会 NHK2020東京オリンピック・パラリンピック実施本部 須藤奈応 株式会社日本取引所グループ 総合企画部 松坂俊 株式会社マッキャンエリクソン 制作本部                                                                                |
| 日本学術会議会長賞 （担当会長：山極寿一）       | 再生医療等臨床研究を支援する再生医療ナショナルコンソーシアムの実現                                                             | 岡田潔 一般社団法人日本再生医療学会 幹事 澤芳樹 一般社団法人日本再生医療学会 理事長 |
| 日本オープンイノベーション大賞選考委員会特別賞  | 「レンタル移籍」による人材育成とイノベーションのエコシステム構築                                                               | 原田未来 株式会社ローンディール 代表取締役社長 猪倉稔正 西日本電信電話株式会社 アライアンス営業本部 ビジネスデザイン部長 岡村修 関西電力株式会社 理事 経営企画室 イノベーション担当室長 小林将之 大鵬薬品工業株式会社 代表取締役社長 井川和彦 パナソニック株式会社 A Better Workstyle編集局 局長                                                                           |
| 日本オープンイノベーション大賞選考委員会特別賞  | 遺伝子組換えカイコによる新産業創出プラットフォームの構築                                                                       | 門野敬子 国立研究開発法人農業・食品産業技術総合研究機構 生物機能利用研究部門 研究領域長 瀬筒秀樹 国立研究開発法人農業・食品産業技術総合研究機構 生物機能利用研究部門 ユニット長 桑原伸夫 群馬県蚕糸技術センター 主席研究員 冨田正浩 株式会社免疫生物研究所 取締役 石原英幹 ニットーボーメディカル株式会社 取締役                                                           |
| 日本オープンイノベーション大賞選考委員会特別賞  | 骨置換型人工骨「サイトランス グラニュール」の開発と実用化                                                                      | 中尾潔貴 株式会社ジーシー 代表取締役社長 熊谷知弘 株式会社ジーシー 取締役・研究所長 山中克之 株式会社ジーシー 主席研究員代理 石川邦夫 九州大学 教授 宮本洋二 徳島大学 教授 |

### 第2回表彰（2019年度・令和元年度）
【2020年2月受賞者発表、2021年2月25日表彰式】
| 賞名                                            | 受賞案件名                                                                                 | 受賞者名 |
| ----------------------------------------------- | ------------------------------------------------------------------------------------------ | --- |
| 内閣総理大臣賞 （担当大臣：安倍晋三）           | 汎用的「知能ロボットコントローラ」の開発                                                   | 滝野一征 株式会社MUJIN CEO兼共同創業者 荒本雅夫 川崎重工業株式会社 ロボットビジネスセンター 技術総括部 開発部 丸山章 株式会社不二越 ロボット開発部 ロボット開発戦略部 副部長 村田健二 三菱電機株式会社 名古屋製作所 ロボット製造部 開発二課 専任 和田慎 株式会社安川電機 ロボット事業部制御技術部 次長                                                               |
| 科学技術政策担当大臣賞 （担当大臣：竹本直一）   | 血液を工場で作る～iPS細胞を応用した再生医療の産業化を目指して～                            | 三輪玄二郎 株式会社メガカリオン 創業者取締役会長 小笠原信一 株式会社大塚製薬工場 代表取締役社長 橋本進 株式会社京都製作所 代表取締役会長 西岡光利 佐竹化学機械工業株式会社 代表取締役社長 中村和男 シミックホールディングス株式会社代表取締役CEO |
| 総務大臣賞 （担当大臣：高市早苗）               | ビッグデータでAI翻訳を高精度化し翻訳産業に革命を起こす翻訳バンク                           | 隅田英一郎 国立研究開発法人情報通信研究機構 フェロー・副センター長 内山将夫 国立研究開発法人情報通信研究機構 上席研究員 川村みどり 株式会社川村インターナショナル 代表取締役・社長 石川弘美 株式会社十印 執行役員・マーケティング部 部長 田中倫夫 アストラゼネカ株式会社執行役員・研究開発本部 サイエンス＆データテクノロジー統括部長                                |
| 文部科学大臣賞 （担当大臣：萩生田光一）         | 九州大学起業部                                                                             | 熊野正樹 九州大学 准教授（起業部顧問） 高橋優人 一般社団法人QU Ventures 九大起業部事務局 飯塚統 メドメイン株式会社 代表取締役 坂本剛 QBキャピタル合同会社 代表パートナー 廣渡嘉秀 株式会社AGSコンサルティング 代表取締役社長 |
| 厚生労働大臣賞 （担当大臣：加藤勝信）           | ライフインテリジェンスコンソーシアム（LINC）                                               | 奥野恭史 京都大学大学院医学研究科 教授 水口賢司 国立研究開発法人医薬基盤・健康・栄養研究所 AI健康・医薬研究センター長 本間光貴 国立研究開発法人理化学研究所 医科学イノベーションハブ推進プログラム 副グループディレクター 江口至洋 ライフインテリジェンスコンソーシアム事務局長、国立研究開発法人理化学研究所 RCH 志水隆一 公益財団法人都市活力研究所 主席研究員     |
| 農林水産大臣賞 （担当大臣：江藤拓）             | 「食・原料の安全・安心」を担保するためのAI食品原料検査装置                                 | 荻野武 キユーピー株式会社 生産本部 部長 宇都宮竜一 株式会社芝製作所 代表取締役社長 太田満久 株式会社ブレインパッド チーフデータテクノロジーオフィサー 倉重知行 柳井電機工業株式会社 研究員 堀部雅弘 国立研究開発法人産業技術総合研究所 研究グループ長 |
| 経済産業大臣賞 （担当大臣：梶山弘志）           | IoT×FinTechを活用したイノベーションによる新たな社会創造                                    | 中島徳至 Global Mobility Service株式会社代表取締役社長執行役員/CEO 金花芳則 川崎重工業株式会社 代表取締役社長執行役員 麿秀晴 凸版印刷株式会社 代表取締役社長 瀬川大介 リコーリース株式会社 代表取締役/社長執行役員 |
| 国土交通大臣賞 （担当大臣：赤羽一嘉）           | 全国対応、軽貨物の当日緊急配送を実現する”モノのMaaS”実現                                   | 松本隆一 CBcloud株式会社代表取締役CEO 米倉康雄 佐川急便株式会社 東京本社営業部 営業課 課長 末原聖 株式会社ANA Cargo 常務取締役 中野勝暁 株式会社ANA Cargo 国内貨物販売部 販売計画課長 皆川拓也 CBcloud株式会社 執行役員 |
| 環境大臣賞 （担当大臣：小泉進次郎）             | フードロス解決アプリ「TABETE」と自治体の協働による社会課題解決                             | 川越一磨 株式会社コークッキング 代表取締役CEO 横浜市 資源循環局 一般廃棄物対策課 金沢市 環境局 環境政策課 温暖化対策室 浜松市 環境部 ごみ減量推進課 東京農業大学生活協同組合 |
| スポーツ庁長官賞 （担当長官：鈴木大地）         | SPORTS TECH TOKYO                                                                          | 中嶋文彦 株式会社電通 事業開発ディレクター 樋口景一 株式会社電通グループ 執行役員 白石幸平 株式会社電通 ビジネス・クリエーター 宮田拓弥 Scrum Ventures Founder/General Partner Michael Proman Scrum Ventures Managing Director |
| 日本経済団体連合会会長賞 （担当会長：中西宏明） | AI/DL人材による事業データ活用 実践機会創出の取組「CDLEハッカソン」                         | 松尾豊 東京大学大学院工学系研究科教授、日本ディープラーニング協会 理事長 佐藤聡 connectome.design株式会社 代表取締役社長 岡田隆太朗 日本ディープラーニング協会 理事 南野充則 株式会社FiNC Technologies 代表取締役CEO 宇都宮綱紀 株式会社GAUSS 代表取締役社長 |
| 日本学術会議会長賞 （担当会長：山極寿一）       | 先導的な量子ビーム応用によるスマートな健康長寿社会の創出                                   | 中野貴志 大阪大学核物理研究センター長 東達也 国立研究開発法人量子科学技術研究開発機構 放射線医学総合研究所 分子イメージング診断治療研究部 部長 羽場宏光 国立研究開発法人理化学研究所 仁科加速器科学研究センター RI応用研究開発室 室長 齊藤直人 大学共同利用機関法人高エネルギー加速器研究機構 J-PARCセンター センター長 松原雄二 住友重機械工業株式会社 治療機種統括 |
| 日本オープンイノベーション大賞選考委員会特別賞  | ビジネスエンジニアリング専攻におけるイノベーション人材育成の取組                           | 倉敷哲生 大阪大学大学院工学研究科 ビジネスエンジニアリング専攻 教授 上西啓介 大阪大学大学院工学研究科 ビジネスエンジニアリング専攻 教授 中川貴 大阪大学大学院工学研究科 ビジネスエンジニアリング専攻 招へい教授 西村陽 関西電力株式会社 担当部長 難波美帆 グロービス経営大学院大学 准教授                                                                            |
| 日本オープンイノベーション大賞選考委員会特別賞  | 異分野連携による構造用セルロースナノファイバーの社会実装と価値共創～森とシューズをつなぐ～ | 矢野浩之 京都大学生存圏研究所 教授 北川和男 地方独立行政法人京都市産業技術研究所 研究フェロー（研究戦略担当） 原野健一 株式会社アシックス執行役員 スポーツ工学研究所長 滝沢智 星光PMC株式会社 代表取締役社長 |

### 第3回表彰（2020年度・令和2年度）
【2021年2月17日受賞者発表、同年2月25日表彰式】
| 賞名                                            | 受賞案件名 | 受賞者名 |
| ----------------------------------------------- | --- | --- |
| 内閣総理大臣賞 （担当大臣：菅義偉）             | 社会的意思決定アルゴリズムのオープンソース開発＆実装基盤                                                                                              | 成田悠輔 イェール大学 アシスタント・プロフェッサー、半熟仮想株式会社 代表取締役 粟飯原俊介 半熟仮想株式会社 共同創業者技術統括、株式会社ZOZO Technologies ZOZO研究所アドバイザー 齋藤優太 半熟仮想株式会社 共同創業者科学統括、東京工業大学学部4年 松谷恵 株式会社ZOZO Technologies ZOZO研究所ディレクター                                                                               |
| 科学技術政策担当大臣賞 （担当大臣：井上信治）   | 生体認証とバイタルサインの同時計測が可能なシート型イメージセンサの開発                                                                                | 横田知之 東京大学工学系研究科 准教授 中村卓 ジャパンディスプレイ株式会社 R&D本部デバイス開発部 課長 |
| 総務大臣賞 （担当大臣：武田良太）               | 「神戸市消防団スマート情報システム」の運用【消防団員によるAI を活用した災害時の情報共有と安全管理】                                                   | 採田芳博 神戸市北消防団長・神戸市の10消防団（東灘、灘、中央、兵庫、北、長田、須磨、垂水、西、水上消防団） 代表 臼田裕一郎 AI防災協議会常務理事、国立研究開発法人防災科学技術研究所 総合防災情報センター センター長 大竹清敬 AI防災協議会 特別会員、国立研究開発法人情報通信研究機構 耐災害ICT研究センター 上席研究員 福島直央 AI防災協議会 事務局長 菊地勝治 神戸市消防局 消防団支援課長 |
| 文部科学大臣賞 （担当大臣：萩生田光一）         | 研究領域を対象にした、創業経営人材育成・輩出プログラム「 Innovation Leaders Program 」                                                                | 伊藤毅 Beyond Next Ventures株式会社 代表取締役社長 鷺山昌多 Beyond Next Ventures株式会社 執行役員 奥田英樹 株式会社デンソー 自動車&ライフソリューション部 担当部長、博士（医学） 本田泰教 株式会社OPE×PARK 代表取締役社長&CEO、医師 植田俊 三井不動産株式会社 取締役 常務執行役員 |
| 厚生労働大臣賞 （担当大臣：田村憲久）           | 救急搬送時の遠隔作業支援 | 島麻子 国際航業株式会社 事業開発グループ長 石井玲大 国際航業株式会社 櫻井和徳 国立大学法人信州大学 学術研究・産学官連携推進機構 特任教授 今村浩 国立大学法人信州大学医学部附属病院 高度救命救急センター長、教授 濱野雄二朗 国立大学法人信州大学医学部附属病院 高度救命救急センター 診療助教                                                                                              |
| 農林水産大臣賞 （担当大臣：野上浩太郎）         | 陸上養殖新産業による食糧危機の解決/地方創生 | 高橋昌幸 神恵内村 村長 大塚英治 株式会社沿海調査エンジニアリング 代表取締役社長 伊藤綾 富士通株式会社 北海道支社 文教・農林水産ビジネス部 担当 小葉松知行 富士通株式会社 JAPANビジネスグループ ビジネスクリエーション統括部 政策連動ビジネス推進部 マネージャー 武野竜也 富士通株式会社 JAPANビジネスグループ ビジネスクリエーション統括部 政策連動ビジネス推進部 担当                   |
| 経済産業大臣賞 （担当大臣：梶山弘志）           | AI/クラウドを活用して等身大バーチャルキャラクタが警備・受付・発熱者対応業務を提供する「バーチャル警備システム」                                       | 長谷川精也 セコム株式会社 企画部担当部長 沙魚川久史 セコム株式会社 オープンイノベーション推進担当リーダー 後藤友康 AGC株式会社 ビルディング・産業ガラスカンパニー新市場開拓部 営業開発部長 村上淳 株式会社ディー・エヌ・エー ロボットワークス事業推進室 室長 山崎光太郎 株式会社NTTドコモ 第二法人営業部 第三営業担当部長                                                                |
| 国土交通大臣賞 （担当大臣：赤羽一嘉）           | 海洋油濁防止のための耐衝突・座礁性に優れた高延性厚鋼板開発・実用化                                                                                    | 山田安平 国立研究開発法人海上・港湾・航空技術研究所 センター長 市川和利 日本製鉄株式会社 主幹研究員 小田直樹 日本製鉄株式会社 主幹 紙田健二 今治造船株式会社 執行役員 船津裕二 一般財団法人日本海事協会 グループリーダー |
| 環境大臣賞 （担当大臣：小泉進次郎）             | 「アップサイクル×福祉×JR東日本」によるSDGs推進 ～駅等のインフラを活用した新しいアップサイクルモデルの構築と障害のある人も活躍できる社会づくりの応援～ | 深澤祐二 東日本旅客鉄道株式会社 代表取締役社長 柴田裕 JR 東日本スタートアップ株式会社 代表取締役社長 松田崇弥 株式会社ヘラルボニー 代表取締役社長 松田文登 株式会社ヘラルボニー 代表取締役副社長 |
| スポーツ庁長官賞 （担当長官：室伏広治）         | Sports Camp Japan | 石塚大輔 スポーツデータバンク沖縄株式会社 代表取締役 譜久里武 一般社団法人アスリート工房 代表 奥平卓也 レガテ沖縄ドリブル塾 代表者 倉林啓士郎 琉球フットボール株式会社 代表取締役会長 青田美奈 沖縄スポーツ・ヘルスケア産業クラスター推進協議会 クラスターマネージャー |
| 日本経済団体連合会会長賞 （担当会長：中西宏明） | 損害サービス・デジタル戦略 保険金支払のDX ～人とデジタルのベストミックスの実現～                                                                      | 小林秀憲 東京海上日動火災保険株式会社 次長 石原政樹 東京海上ホールディングス株式会社 課長 山村明 TRACTABLE株式会社 エンゲージ部門日本ヘッド Amrish Sigh Metromile ENTERPRISE GM 伊藤至修 東京海上日動システムズ株式会社 MG |
| 日本学術会議会長賞 （担当会長：山極寿一）       | 低出生体重児減を実現した“岩見沢市・北海道大学の産学地域共創プロジェクト”                                                                              | 吉野正則 株式会社日立製作所 シニアプロジェクトマネージャ、北海道大学COI拠点長 玉腰暁子 国立大学法人北海道大学 医学研究院 教授、北海道大学COI研究リーダー 馬詰武 国立大学法人 北海道大学病院 産科 助教 永井亘 岩見沢市 健康福祉部部長 武田安弘 森永乳業株式会社執行役員 研究本部食品開発研究所長、北海道大学COI副拠点長                                                                   |
| 日本オープンイノベーション大賞選考委員会特別賞  | 体内病院が未来を変える ～シックケア社会からスマートライフケア社会への変革を目指して～                                                                 | 木村廣道 公益財団法人川崎市産業振興財団 iCONMプロジェクト統括 片岡一則 公益財団法人川崎市産業振興財団 iCONMセンター長、東京大学名誉教授 一木隆範 国立大学法人 東京大学大学院工学系研究科 教授 三浦淳 公益財団法人川崎市産業振興財団 理事長 川崎市臨海部国際戦略本部 |
| 日本オープンイノベーション大賞選考委員会特別賞  | 産学連携でサイバー攻撃の迅速な検知と対策を実現する取組                                                                                                | 重本倫宏 株式会社日立製作所 リーダ主任研究員 川口信隆 株式会社日立製作所 主任研究員 西嶋克哉 株式会社日立製作所 研究員 近藤賢郎 学校法人慶應義塾 CSIRT助教 鈴木康人 中部電力株式会社 副長 |

### 第4回表彰（2021年度・令和3年度）
【2022年1月28日受賞者発表、同年2月22日表彰式】
| 賞名                                            | 受賞案件名 | 受賞者名 |
| ----------------------------------------------- | --- | --- |
| 内閣総理大臣賞 （担当大臣：岸田文雄）           | 産学官連携によるアバター技術（遠隔存在技術）の宇宙開発/事業への活用と培われた技術による地上の課題解決を実現する取組 | 深堀昂 avatarin株式会社 代表取締役 CEO 梶谷ケビン avatarin株式会社 取締役 COO 市川千秋 国立研究開発法人宇宙航空研究開発機構新事業促進部 J-SPARC プロデューサー 林孝憲 大分県先端技術挑戦課 副主幹 |
| 科学技術政策担当大臣賞 （担当大臣：小林鷹之）   | 腸換気（EVA）技術の実用化 | 武部貴則 国立大学法人東京医科歯科大学 教授 尾﨑拡 株式会社EVA セラピューティクス 代表取締役 井上勝人 丸石製薬株式会社 代表取締役社長執行役員 宗泰一 ムネ製薬株式会社 取締役副会長 |
| 総務大臣賞 （担当大臣：金子恭之）               | 携帯電話基地局データから生成される人口流動統計 | 池田大造 株式会社NTTドコモ サービスイノベーション部 担当部長 今井龍一 学校法人法政大学デザイン工学部 教授 重高浩一 国土交通省 国土技術政策総合研究所 評価研究官 新階寛恭 国土交通省 国土技術政策総合研究所 室長 関谷浩孝 国土交通省 国土技術政策総合研究所 室長 |
| 文部科学大臣賞 （担当大臣：末松信介）           | 次世代を担う学生・若手自ら未来社会へのロードマップを描き、研究開発エコシステムを創造する「人工知能研究会 /AIR」 | 佐久間洋司 国立大学法人東京大学大学院総合文化研究科修士1年、国立大学法人大阪大学グローバルイニシアティブ機構 招聘研究員 浅谷学嗣 株式会社エクサウィザーズ AI エンジニアリングフェロー、AI 技術推進室 室長 井上昂治 国立大学法人京都大学大学院情報学研究科 助教 兼平篤志 株式会社Preferred Networks リサーチエンジニア 堀口修平 国立大学法人東京大学大学院情報理工学系研究科博士1年                                           |
| 厚生労働大臣賞 （担当大臣：後藤茂之）           | e-mask; 飛沫を防ぐ検査・処置での簡便・安価・使い捨て・実用的なマスクの開発と実装プロジェクト～with / post コロナ禍での新しい安全な検査・処置スタイルを目指した大学若手 医師と企業の有機的連携による開発・実証・実装の取り組み～ | 佐藤和秀 東海国立大学機構名古屋大学高等研究院・医学系研究科呼吸器内科 S-YLC 特任助教 岡地祥太郎 東海国立大学機構名古屋大学医学部附属病院・呼吸器内科 病院助教 古川和宏 東海国立大学機構名古屋大学医学部附属病院・消化器内科 病院講師 寺澤彰規 株式会社白鳩 開発営業グループ チームリーダー 西久保賢 株式会社スズケン ケンツ事業部営業推進一課 主任                                                                           |
| 農林水産大臣賞 （担当大臣：金子原二郎）         | ゲノム編集技術を用いた品種改良×スマート養殖による地域振興 | 梅川忠典 リージョナルフィッシュ株式会社 代表取締役社長 松井寛樹 株式会社荏原製作所 マーケティング統括部 次世代事業開発推進部 マリンソリューション課 課長 田口 幸敬 東日本電信電話株式会社 経営企画部営業戦略推進室 主査 ビジネスコーディネーター 藤孝司 株式会社電通 京都ビジネスアクセラレーションセンター ビジネス戦略部 シニアコンサルティングディレクター 木下政人 国立大学法人京都大学大学院農学研究科 准教授           |
| 経済産業大臣賞 （担当大臣：萩生田光一）         | 革新的連続生産システム iFactory®の開発と普及販売 | 齊藤隆夫 株式会社高砂ケミカル 会長/株式会社iFactory 代表取締役 鶴本穣治 株式会社高砂ケミカル 技術開発部 iFactory 準備室 専任課長 池谷勝俊 テックプロジェクトサービス株式会社 プロジェクト工事統括本部 医薬ファインプロジェクト部 副部長 佐藤正浩 大成建設株式会社 エンジニアリング本部 ファインケミカルプロジェクト部 部長 甲村長利 国立研究開発法人産業技術総合研究所 触媒化学融合研究センターフロー化学チーム 研究チーム長 |
| 国土交通大臣賞 （担当大臣：斉藤鉄夫）           | リアルタイム自動配筋検査システム | 吉武 謙二 清水建設株式会社 社会システム技術センター インフラ技術グループ グループ長 藤井彰 清水建設株式会社 東北支店 土木部 工事長 中野貴公 清水建設株式会社 北陸支店 土木部 主任 吉田直樹 清水建設株式会社 東北支店 土木部 主任 有田真一 シャープ株式会社 研究開発事業本部 ソリューション事業推進センター 主任研究員 |
| 環境大臣賞 （担当大臣：山口壯）                 | メタ・アクアプロジェクト（水処理産業の DX、AI・IoT 製品の共同開発 PJ） | 門田道也 栗田工業株式会社 代表取締役社長 加藤崇 Fracta, Inc. CEO 水野誠 栗田工業株式会社 デジタル戦略本部 副本部長 北林康弘 Fracta Leap株式会社 代表取締役 羽鳥修平 Fracta Leap株式会社 CTO |
| スポーツ庁長官賞 （担当長官：室伏広治）         | 防災スポーツ | 篠田大輔 株式会社シンク 代表取締役 廣井悠 国立大学法人東京大学大学院 教授 長ヶ原誠 国立大学法人神戸大学大学院 教授 |
| 日本経済団体連合会会長賞 （担当会長：十倉雅和） | 「Structured Spin-in モデル」を活用したベンチャーキャピタルと大企業の連携によるイノベーション促進 | 大澤弘治 Global Catalyst Partners Japan 代表マネージング・ディレクター 楢崎浩一 SOMPOホールディングス株式会社 執行役員 専務 藤川修 日本電気株式会社 執行役員 常務 |
| 日本学術会議会長賞 （担当会長：梶田隆章）       | 計算科学に基づく熱中症リスク管理と普及啓発【熱中症ゼロ社会に向けて】 | 平田晃正 国立大学法人名古屋工業大学先端医用物理・情報工学研究センター センター長（教授） 都甲浩芳 日本電信電話株式会社 デバイスイノベーションセンタ 主幹研究員 清水将 名古屋市消防局 救急部救急課救急係 消防官 堀江祐圭 日本気象協会 メディア・コンシューマ事業部 技師 小寺紗千子 国立大学法人名古屋工業大学大学院工学研究科 特任准教授                                                                                      |
| 日本オープンイノベーション大賞選考委員会特別賞  | 産官学福による障がいのある人の創作物のパブリックデータ化「シブヤフォント」 | 磯村歩 株式会社フクフクプラス/専門学校桑沢デザイン研究所 代表取締役/ 非常勤教員 古戸勉 福祉作業所ふれんど 施設長 齋藤貢司 渋谷区福祉部障がい者福祉課 課長 ライラ・カセム 国立大学法人東京大学先端科学技術研究センター 特任助教 |
| 日本オープンイノベーション大賞選考委員会特別賞  | 全国高等専門学校ディープラーニングコンテスト（通称：DCON） | 松尾豊 国立大学法人東京大学大学院 教授/日本ディープラーニング協会 理事長/DCON 実行委員会 実行委員長 岡田隆太朗 日本ディープラーニング協会理事 兼 事務局長/DCON 実行委員会 事務局長 谷口功 独立行政法人国立高等専門学校機構 理事長 川上登福 株式会社経営共創基盤（IGPI） 共同経営者マネージングディレクター/株式会社先端技術共創機構（ATAC） 代表取締役 草野隆史 株式会社ブレインパッド 代表取締役社長                        |

### 第5回表彰（2022年度・令和4年度）
【2023年1月20日受賞者発表、2023年2月15日表彰式】
| 賞名                                            | 受賞案件名 | 受賞者名 |
| ----------------------------------------------- | --- | --- |
| 内閣総理大臣賞 （担当大臣：岸田文雄）           | 高専生の技術とアイデアでアフリカの社会課題解決を目指す「JICA 高専オープンイノベーションチャレンジ」                        | 村上祐貴 国立高等専門学校機構長岡工業高等専門学校 環境都市工学科 教授 若林基治 国際協力機構コートジボワール事務所 所長 小林信行 NPO法人長岡産業活性化協会 NAZE 事務局 常務理事 渡利高大 長岡技術科学大学 技学研究院 助教 坂田道志 有限責任監査法人トーマツ 福岡事務所 マネジャー |
| 科学技術政策担当大臣賞 （担当大臣：高市早苗）   | 国立研究開発法人科学技術振興機構(JST)共創の場形成支援プログラム (COI-NEXT)ゼロカーボンバイオ産業創出による資源循環共創拠点 | 沼田圭司 京都大学 教授 |
| 総務大臣賞 （担当大臣：松本剛明）               | グローバルな現場 DX/脱炭素化と国内現場力の維持を実現する「コネクテッドワーカーソリューション」の推進                       | 藤野真人 Fairy Devices株式会社 代表取締役 CEO/CTO 竹崎雄一郎 Fairy Devices株式会社 取締役 CSO 米田裕二 ダイキン工業株式会社 常務執行役員 テクノロジー・イノベーションセンター長 近藤玲 ダイキン工業株式会社 テクノロジー・イノベーションセンター技術戦略担当課長 片岡太郎 ダイキン工業株式会社 テクノロジー・イノベーションセンター チームマネージャー                                                                |
| 文部科学大臣賞 （担当大臣：永岡桂子）           | スパコン「富岳」による新型コロナ飛沫感染リスク評価のデジタルトランスフォーメーションと社会実装                             | 坪倉誠 理化学研究所 チームリーダー、神戸大学 教授 飯田明由 豊橋技術科学大学 教授 山川勝史 京都工芸繊維大学 教授 近藤宏二 鹿島建設株式会社 プリンシパル・リサーチャー 佐藤数行 ダイキン工業株式会社 技師（副参事） |
| 厚生労働大臣賞 （担当大臣：加藤勝信）           | 国産かつ備蓄可能な臍帯から希少難治性疾患の患者さんの命を紡ぐ国産国消型プラットフォームの社会実装                           | 原田雅充 ヒューマンライフコード株式会社 代表取締役社長 長村登紀子 東京大学医科学研究所附属病院 副病院長 臍帯血・臍帯バンク 施設長 福神雄介 アルフレッサ株式会社 代表取締役社長 本間陽一 ロート製薬株式会社 執行役員 |
| 農林水産大臣賞 （担当大臣：野村哲郎）           | 農業機械技術クラスターによる農業機械化支援                                                                                 | 原田雅充 ヒューマンライフコード株式会社 代表取締役社長 長村登紀子 東京大学医科学研究所附属病院 副病院長 臍帯血・臍帯バンク 施設長 福神雄介 アルフレッサ株式会社 代表取締役社長 本間陽一 ロート製薬株式会社 執行役員 |
| 経済産業大臣賞 （担当大臣：西村康稔）           | ブタ用経口ワクチン・飼料添加物の実用化                                                                                     | 大和建太 KAICO株式会社 代表取締役 谷口雅浩 KAICO 株式会社 研究開発責任者 日下部宜宏 九州大学 教授 須藤拓也 双日株式会社 生活産業・アグリビジネス本部 食料事業部 部長 須田康裕 同上 プロテイン事業課 課長 |
| 国土交通大臣賞 （担当大臣：斉藤鉄夫）           | 無人運航船の未来創造～多様な専門家で描くグランド・デザイン～                                                               | 桑原悟 株式会社日本海洋科学 運航技術グループ グループ長 安藤英幸 株式会社MTI 取締役兼船舶物流技術部門長 沓名弘二 日本郵船株式会社 グリーンビジネスグループ調査役 武藤正紀 株式会社三菱総合研究所 フロンティア・テクノロジー本部 特命リーダー |
| 環境大臣賞 （担当大臣：西村明宏）               | 環境に優しいバイオマスプラスチックを用いたPTP 包装の実用化                                                                 | 吉田友宏 アステラス製薬株式会社 包装・デバイス研究室 室長 丸橋宏一 アステラス製薬株式会社 包装・デバイス研究室主幹研究員 小島宏行 アステラス製薬株式会社 製剤研究所長 中島基文 三菱ケミカル株式会社 工業・メディカルフィルムズ事業部事業部長 野田尚彦 CKD株式会社 包装事業統括部部長 |
| スポーツ庁長官賞 （担当長官：室伏広治）         | 「スポーツの成長産業化」を実現する～『スポーツ×他産業』による新ビジネス創出を目指すオープンイノベーションプログラム～      | 中村亜由子 eiicon company, 代表/founder 富田直 同上, 共同創業者/COO 曽田将弘 同上 Enterprise 事業本部 Incubation Sales 松尾真由子 同上 SeniorConsultant 村田宗一郎 同上事業本部長 |
| 日本経済団体連合会会長賞 （担当会長：十倉雅和） | 一般社団法人スタートアップエコシステム協会を通じた日本型スタートアップエコシステムの構築                                   | 藤本あゆみ スタートアップエコシステム協会 代表理事 名倉勝 同上 理事 唐澤俊輔 同上 理事 鈴木萌子 同上 朝倉祐介 同上 |
| 日本学術会議会長賞 （担当会長：梶田隆章）       | 内視鏡の画像診断支援AI（人工知能）の開発                                                                                   | 多田智裕 株式会社AIメディカルサービス 代表取締役 藤崎順子 公益財団法人がん研究会 有明病院 上部消化管内科消化器内科部長 上部消化管内科部長 健診センター長 平澤俊明 公益財団法人がん研究会 有明病院 上部消化管内科 胃担当部長 由雄敏之 公益財団法人がん研究会 有明病院 上部消化管内科 食道担当部長 内海潤 公益財団法人がん研究会 法務・知財室 シニアアドバイザー                                                        |
| 日本オープンイノベーション大賞選考委員会特別賞  | 持続可能な自助・共助の「分散型健康生産社会」を実現する産学官民連携「日常人間ドック」エコシステムの構築                     | 和賀巌 フォーネスライフ株式会社CTO、NECソリューションイノベータ株式会社シニアフェロー、東北大学産学連携機構客員教授、COI加速課題PI 永富良一 東北大学大学院医工学研究科教授、COI加速課題研究統括 稲穂健市 東北大学研究推進・支援機構URAセンター特任教授（首席URA） 小暮真奈 東北大学東北メディカル・メガバンク機構講師、COI加速課題テーマリーダー 檜森紀子 東北大学大学院医工学研究科准教授、COI加速課題テーマリーダー |
| 日本オープンイノベーション大賞選考委員会特別賞  | 紙コップから堆肥へ！生分解紙コップを用いた循環型システムの共同実証実験                                                     | 関山尚美 福岡県立行橋高等学校 校長 玉井行人 株式会社ギラヴァンツ北九州 代表取締役社長 肥田拓也 株式会社ギラヴァンツ北九州 クラブ事業本部 パートナー事業部 部長 小林哲也 三菱ケミカル株式会社 ポリマーズ本部 ポリエステル事業部 マーケティンググループ マネジャー 淡路悠紀 三菱ケミカル株式会社 ポリマーズ本部 ポリエステル事業部 マーケティンググループ 主担                                                          |
| 日本オープンイノベーション大賞選考委員会特別賞  | 異業種連携によるイベント時混雑緩和と地域活性化ソリューション                                                               | 寺田努 株式会社デンソーテン プロジェクトリーダー 益子宗 楽天モバイル株式会社 部長 藤岡健 神戸市企画調整局 担当部長 菊地隆之 楽天ヴィッセル神戸株式会社 部長 |
| 日本オープンイノベーション大賞選考委員会特別賞  | COVID-19 下水疫学調査の実用化                                                                                              | 北島正章 北海道大学 准教授 小林博幸 塩野義製薬株式会社 新規事業推進部部長 岩本遼 株式会社AdvanSentinel 研究開発部部長 |
| 日本オープンイノベーション大賞選考委員会特別賞  | 日本人腸内細菌叢データベースを活用した腸内環境評価システムの開発と検査サービスの事業化                                     | 髙木智久 京都府立医科大学 医療フロンティア展開学 消化器内科 准教授 井上亮 摂南大学 農学部 応用生物科学科 教授 内藤裕二 京都府立医科大学 生体免疫栄養学講座 教授 小川健太 株式会社プリメディカ 事業企画部 部長 |

### 選考委員会選定優良事例

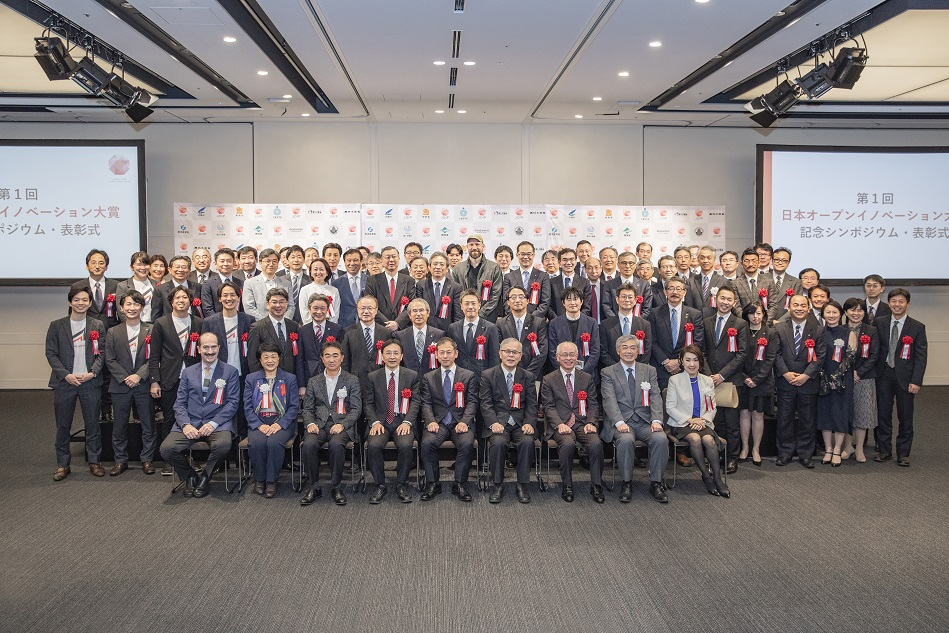
第1回日本オープンイノベーション大賞授賞式（2019年3月5日）

- 選考委員において各受賞以外でも優良事例として選定された取組・プロジェクトについて「日本オープンイノベーション大賞選考委員会選定優良事例」として表彰している[9]。
- 第1回
  - 実海域実船性能評価プロジェクト（OCTARVIA Project）
    - 実海域実船性能評価プロジェクト研究会

  - ものづくり産業のオープンイノベーションを推進するプラットフォーム ～「人づて」×「IT」で高精度のマッチング～
    - 前田佳宏　リンカーズ株式会社 代表取締役社長

  - 柔軟なコンソーシアムの構築による多種多様な焼却残渣を対象とした固化式システムの開発
    - 島岡隆行　九州大学大学院 教授
    - 中山裕文　九州大学大学院 准教授
    - 小宮哲平　九州大学大学院 助教
    - 弘末文紀　株式会社安藤・間 執行役員 技術本部長
    - 小松和史　三友プラントサービス株式会社 代表取締役社長

  - 多言語音声翻訳技術の進化とともに成長する商用サービス
    - 内元清貴　国立研究開発法人情報通信研究機構 室長
    - 安西健　凸版印刷株式会社 部長

  - 新価値創造事業「京大100分野ワークショップ」
    - 宮野公樹　京都大学 学際融合教育研究推進センター 准教授
    - 重田眞義　京都大学 学際融合教育研究推進センター センター長（アジア・アフリカ地域研究研究科教授）
    - 桑島修一郎　京都大学 産官学連携本部 特任教授
- 第2回・第3回
  - 該当なし

## 授賞式会場

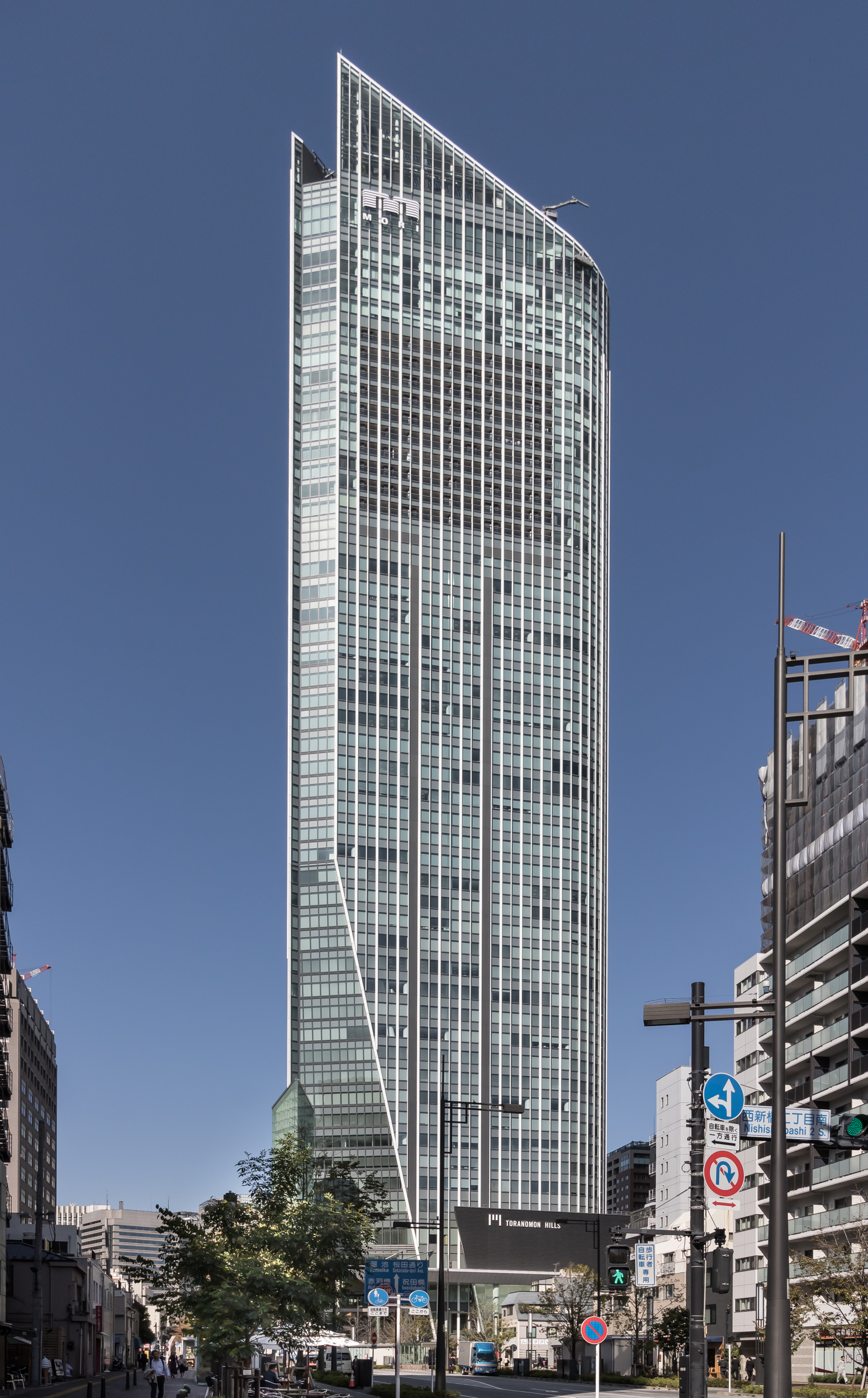
第1回授賞式会場となった虎ノ門ヒルズ

- 第1回 虎ノ門ヒルズ森タワー ホールB（虎ノ門ヒルズ森タワー4階）（東京都港区虎ノ門1-23-3）
- 第2回 内閣府 講堂（中央合同庁舎第8号館1階）（東京都千代田区永田町1-6-1）【後に延期となったため、使用会場が変更された。[注釈 2]】
- 第3回 オンライン配信[10]（第2回授賞式との同時開催）[注釈 3]